# Françoise Foignet-Dalis
Françoise Louise Foignet-Dalis (née Françoise Dalis le 8 janvier 1820 à Paris, ville où elle est morte le 22 octobre 1902) est une actrice de théâtre française.

## Biographie
Elle commence sa carrière vers 1849 sous le nom de « Geneuil » ; premier rôle important à Namur (1852). Évoquée pour tenir le rôle d'Arabelle dans Les Enfants du capitaine Grant, Jules Verne s'y oppose, moins pour son talent que parce qu'il juge qu'elle n'incarnerait pas bien ce rôle de vieille tante. 
En 1881, devenue veuve d'un certain Aimée, après cinquante ans de théâtre, elle obtient une pension de 500 Frs de la Société des artistes et se fixe alors à Paris.
Elle meurt le 22 octobre 1902 en son domicile au no 29 rue Mirabeau à Paris 16e et est inhumée au cimetière parisien de Bagneux (88e division).